# Конвергенция в экономике
Конвергенция в экономике (эффект навёрстывания) — гипотеза, что более бедные страны (с низкими доходами на душу населения) будут иметь более высокие темпы экономического роста, чем богатые страны. В результате доход на душу населения всех экономик должен в конечном итоге сойтись. Развивающиеся страны имеют потенциал к росту более высокими темпами, чем развитые страны, поскольку убывание доходности факторов производства (в частности, капитала) меньше, чем в богатых странах. Кроме того, более бедные страны могут копировать методы производства, технологии и институты, характерные для развитых стран.

## Типы конвергенции
Одним из свойств неоклассической теории экономического роста является конвергенция регионов:
- абсолютная конвергенция (безусловная сходимость) — бедные страны растут быстрее богатых, и разница в уровнях среднедушевого дохода постепенно снижается независимо от характеристик экономики:
  - сигма-конвергенция (σ-сходимость) — снижение дисперсии уровня подушевого дохода между странами с течением времени;
  - бета-конвергенция (β-сходимость) — относительно бедные страны растут быстрее, чем богатые страны.
- условная конвергенция — бедные страны растут быстрее богатых при прочих равных (при условии схожести структурных параметров и производственной функции), то есть при одинаковом устойчивом состоянии. В случае если устойчивые состояния отличаются, условная конвергенция означает, что страна растёт тем быстрее, чем дальше она находится от собственного устойчивого состояния[1].

## Причины конвергенции
Согласно модели Солоу существует три причины эффекта конвергенции:
1. экономики стран двигаются по траекториям сбалансированного роста, то есть разница в выпуске на одного работника только из-за различия положений стран относительно траектории сбалансированного роста, таким образом более «производительные» бедные страны догоняют менее «производительные» богатые страны.
2. предельная отдача от капитала ниже в странах с более высокой капиталовооружённостью, а значит начинается переток капитала из богатых стран в бедные, производя сокращения в доходах между странами.
3. из-за распределении технологий во времени возникающие различия в доходах между странами начинают сокращаться после того, как бедные страны получают к ним доступ.

Абсолютная конвергенция (безусловная сходимость) — бедные страны имеют тенденцию расти быстрее богатых, низкий первоначальный ВВП позволяет иметь высокий уровень темпа роста. Следствием этого является то, что бедность будет в конечном итоге исчезать сама по себе. Неоклассическая теория экономического роста указывает на наличие абсолютной конвергенции, которая чаще всего возникает между регионами одной страны, в которых фирмы и домохозяйства имеют равный доступ к одинаковым технологиям, имеют одинаковые предпочтения, управляются общими центральными институтами, имеют единую инфраструктуру и законодательную систему.
Условная конвергенция — темпы прироста каждой страны уменьшаются по мере приближения к устойчивому состоянию. Доход в расчёте на одного работника одной страны сходится к другой в долгосрочном периоде.
Конвергенционный клуб — группы стран со сходными траекториями роста, где конвергенция происходит между этими подгруппами стран. Конвергенционные клубы, как правило, определяют с помощью фиктивных переменных, включённых в модель условной конвергенции.

## Ограничения
Мозес Абрамовиц подчеркнул необходимость «социального потенциала», чтобы реализовать выгоду от догоняющего роста. Они включают способность осваивать новые технологии, привлекать капитал и участвовать в глобальных рынках. Согласно Абрамовиц, эти предпосылки в форме сформированных политических, социальных и экономических институтов должны присутствовать в экономике страны для поддержки притока иностранных капитала и технологий прежде, чем догоняющий рост может произойти. Отсутствие их в развивающихся странах объясняет существование текущего различия.
По словам Джеффри Сакса и Фелипе Ларрена, конвергенция происходит не везде из-за закрытой экономической политики некоторых развивающихся стран, которые могли бы быть решены посредством свободной торговли и открытости. Перелив капитала из богатых капиталом стран в бедные капиталом должен обеспечиваться принимающей страной. Передовые технологии перемещаются в технологически отсталые страны через обучение персонала, прямые инвестиции в высокотехнологичные фирмы, через покупку новейшего оборудования отсталыми странами. Исследования выявили, что каждый год обучения повышает производительность труда в экономике на 3 % в связи с чем, отсталому региону необходимо обеспечить привлекательность высшего образования в регионе, и возможность сдерживать выпускников у себя.
Роберт Лукас выявил парадокс Лукаса, который гласит, что капитал не течёт из развитых стран в развивающиеся страны несмотря на то, что развивающиеся страны имеют более низкий уровень капитала в расчёте на одного работника, так как существует первоначальное преимущество одной страны над другой в уровне человеческого капитала. Если внешние эффекты, связанные с человеческим капиталом, сильны, то более богатая страна растёт быстрее, чем бедная из-за первоначального запаса человеческого капитала, который поддерживает более высокую ставку сбережений и инвестиций.

## Примеры
Есть много примеров стран, которые сошлись с развитыми странами так, например, Япония, Мексика и ряд других стран. Накаока изучал социальные возможности для индустриализации и уточнил особенности социальных отношений в процессе преодоления отставания Японии в эпоху Мэйдзи (1868—1912). В период 1960-х и 1970-х Восточно-азиатские тигры стремительно сошлись со странами с развитыми экономиками. Они включают в себя Сингапур, Гонконг, Южную Корею и Тайвань — все они сегодня считаются развитыми странами. В послевоенный период (1945—1960) Западная Германия, Франция и Япония, которые смогли быстро восстановить свой довоенный статус, заменив капитал, который был потерян во время Второй Мировой Войны.
Некоторые экономисты заявляют, что эндогенные факторы, такие как политика правительства, гораздо более влиятельны на темпы экономического роста, чем экзогенные факторы. Например, А. Гершенкрон говорит, что правительства могут заменить недостающие компоненты для догоняющего роста.
Экономические историки Кеннет Соколофф и Стэнли Энгерман предположили, что фактор одарённости является основным фактором, определяющий структурные неравенства, препятствующие институциональному развитию в отдельных странах. В XIX веке страны с богатыми факторами производства, таких как почва и климат, сходны. Страны с землёй, пригодных для сахара, сходятся с другими странами, где существуют такие же земли, пригодные для выращивания сахарного тростника.
Р. Барро и Х. Сала-и-Мартин в своём исследовании подтвердили сходимость среднедушевых доходов регионов в долгосрочном периоде обнаружили отрицательную корреляцию между ростом подушевого дохода и первоначальным уровнем дохода при анализе штатов США и стран Европы в пиерод 1950—1990 гг. Также отметили тенденцию β-сходимости на уровне 2 % в промышленно развитых странах. Имеется и β-сходимость между странами Европы. Региональные различия Швеции имеют быструю β-сходимость, но в период 1940—1970 годах. имеется резкое замедление, а в Греции региональная конвергенция незначительна. 27 регионов Китая в период 1986—1995 гг. показали быструю сходимость в 13 %, что возможно только при быстром экономическом росте самого Китая.
У. Баумоль, исследовав 16 индустриально развитых стран в периоде с 1870 по 1979 год, выявил, что текущий доход на душу населения не коррелирует со среднедушевым доходом в 1870 году, а значит мы наблюдаем совершенную конвергенцию.

## Скорость сближения экономикиРФсСША
| Показатели                          | 2000   | 2001   | 2002   | 2003   | 2004   | 2005   | 2006   | 2007   | 2008   | 2009   | 2010   | 2011   | 2012   | 2013   | 2014   | (2000—2014) |
| ВВП на душу населения РФ, $US       | 1 772  | 2 100  | 2 375  | 2 975  | 4 102  | 5 324  | 6 920  | 9 101  | 11 635 | 8 563  | 10 675 | 13 324 | 14 079 | 14 487 | 12 736 | 12 736      |
| рост ВВП на душу населения РФ, %    |        | 19     | 13     | 25     | 38     | 30     | 30     | 32     | 28     | -26    | 25     | 25     | 6      | 3      | -12    | 15          |
| ВВП на душу населения США, $US      | 36 450 | 37 274 | 38 166 | 39 677 | 41 922 | 44 308 | 46 437 | 48 062 | 48 401 | 47 002 | 48 374 | 49 781 | 51 457 | 52 980 | 54 630 | 54 630      |
| рост ВВП на душу населения США, %   |        | 2      | 2      | 4      | 6      | 6      | 5      | 3      | 1      | -3     | 3      | 3      | 3      | 3      | 3      | 3           |
| возможный период конвергенции, лет* |        | 19     | 28     | 14     | 9      | 10     | 9      | 7      | 6      | -      | 8      | 7      | 59     | -      | -      | 13          |

* — расчёт конвергенции по формуле сложных процентов

## Формула конвергенции
Формула расчёта конвергенции по формуле сложных процентов:
{\displaystyle T={\frac {\ln(Y_{r}/Y_{u})}{\ln((1+g_{u})/(1+g_{r}))}}},
где {\displaystyle T} — период времени в годах, {\displaystyle Y_{r}} — ВВП на душу населения РФ в долл, {\displaystyle Y_{u}} — ВВП на душу населения США в долл, {\displaystyle g_{r}} — рост ВВП на душу населения РФ в %, {\displaystyle g_{u}} — рост ВВП на душу населения США в %.